# Karma Nidup
Karma Nidup (31 de dezembro de 2013) é um futebolista butanês que atua na defesa. Atualmente joga pelo Thimphu City.

## Carreira internacional
Karma teve seu primeiro jogo na seleção contra as Maldivas, em que foram vencidos por 4 a 3. Foi-se notada a boa atuação do defensor na partida, por ser este um resultado raro para uma equipe com retrospecto comum de derrotas largas.

## Vida pessoal
Karma, até 2015, estuda no Royal Thimphu College e cursa o segundo ano de Marketing, além de jogar na equipe de futebol do colégio.